# Tettenbach (Prüm)
Der Tettenbach ist ein rechter Zufluss der Prüm im Gebiet der Stadt Prüm in der Eifel.
Er hat eine Länge von 32⁄3 km, ein Wassereinzugsgebiet von 2,3 km² und die Gewässerkennziffer 26281772.

## Verlauf
Der Tettenbach entspringt auf der Gemarkungsgrenze von Gondenbrett und Prüm auf 565 m ü. NHN, wird aufgestaut im Bungartsweiher, fließt in südlicher Richtung zur Stadt Prüm und mündet in dieser auf 427 m ü. NHN in der Nähe der Sankt-Salvator-Basilika von rechts in die Prüm.